# NGC 4562
NGC 4562 (другие обозначения — NGC 4565A, UGC 7758, MCG 4-30-4, ZWG 129.8, KUG 1233+261, PGC 41955) — галактика в созвездии Волос Вероники.
Является близким спутником NGC 4565, находится на небе к юго-западу от последней. Находится на расстоянии 12,5 Мпк от Млечного Пути. Масса нейтрального атомарного водорода в ней — 1,82⋅108 M⊙, диск вращается регулярно.
Этот объект занесён в Новый общий каталог дважды, с обозначениями NGC 4562 и NGC 4565A.